# Делькеш
Есмат Багерпур-е Баболі (26 лютого 1924, Бабол — 1 вересня 2004, Тегеран) під сценічним ім'ям "'''Делькеш'''" або "'''Делькаш'''« іранська співачка, виконавиця в жанрах класичної, народної та поп-музики. Її називали „жінкою з золотою гортанню“, „співочою панною Ірану“ і „вогнем каравану мистецтва“. Пісні виконувала лише двома мовами, перською і мазандеранською. Крім того, сама написала кілька пісень під псевдонімом „Нелюфар“ (Лілія). Серед пісень, які вона сама склала і виконала, зокрема „Розбитий інструмент“. Померла ввечері 1 вересня 2004 року в Тегерані. Через чотири дні її поховали на цвинтарі Емамзаде Тагер, що в передмісті Тегерана, Караджі. По іранському радіо та телебаченню про її смерть нічого не сказали, було лише кілька невеликих повідомлень у газетах.

## Життєпис

### Дитинство
Делькаш народилася 24 лютого 1924 року в місті Баболь. Її справжнім ім'ям було Есмат Багерпур-е Памбефоруш. Від самого дитинства проявила свій талант у співі і як тільки десь збиралися місцеві діти, починала співати й діти також плескали в долоні. Дитинство провела в Баболі не відвідуючи школу і не навчаючись грамоти. Коли Есмат виповнилось дванадцять років помер її батько. Її мати мала ще шістьох доньок і трьох синів, тому вирішила відправити Делькеш у Тегеран до іншої своєї доньки, яка вже вийшла заміж, таким чином і скинувши тягар з плечей і давши можливість їй здобути освіту.

### Вступ до школи
Есмат зі своєю сестрою „Мулуд“ в Тегерані розмовляла мазандеранською мовою і цією ж мовою попросила сестру, щоб та її записала в школу, навчатись грамоти. Сестра повела її на вулицю Насера Хосрова і записала там у початкову школу. Коли Есмат пішла до школи їй було вже 12 років і тому над нею почали насміхатись однокласники. Але вона на це не зважала і зрештою зуміла досягнути п'ятого класу.

### Відкриття таланту
У 17 років Есмат пішла в п'ятий клас. В той час школярі у п'ятому і шостому класах мали одну годину музики на тиждень і на цих уроках вчили державні гімни. Якось на одному з таких уроків Есмат заспівала зі своїми однокласниками і її вчитель музики на ім'я Захіраддіні, який був скрипалем, похвалив її голос і сказав, що вона бере на одну ноту вище від інших дівчат. Він спитав Делькеш, чи та не хоче співати на національному радіо. На той час радіо в Ірані ще тільки з'явилось і вона сама ще не знала, що це таке. Але Есмат дуже зраділа перспективі піти разом з учителем у Музичний департамент країни, який розташований на майдані Бахарестан. У той час там саме зібралася Рада директорів Музичного департаменту у складі Рухолла Хальгі, Алінакі Вазірі та Хешмат Санджарі. Рухолла Хальгі прослухав Есмат, зареєстрував її й віддав навчатися одному з вчителів. Цим вчителем був Абдул Алі Вазірі, двоюрідний брат Алінакі Вазірі. Есмат дуже швидко вивчила різні підформи (ґуше) під назвою заболь, мує і мохалєф форми дастгах сеґах. Приблизно п'ять або шість місяців їй знадобилося, щоб у досконалості опанувати форму сеґах. Навчання вокалу продовжувалось два-три роки, за які Есмат повністю вивчила різноманітні форми (дастґахи).

## Радіо

### Початок кар'єри
Після двох-трьох років навчання під керівництвом Абдули Алі Вазірі, Есмат досягла такої майстерності, що змогла приєднатися до когорти співаків, які виступали по радіо. Тоді їй було близько 20 років і менш як п'ять років з моменту заснування радіостанції в Ірані. На той час в радіоефірі були популярними такі співачки зі стажем як Камар-оль-Молук Вазірі, Руханґіз і Малук Зарабі, а також набула популярності Аззат Рухбахш, яка сама незадовго до цього почала виступати по радіо. В цій ситуації, коли на радіо порядкували старі співачки, відчувалась потреба нового звучання. Перший виступ Делькеш по радіо відбувся 1944 року. Уперше її голос транслювали з першої радіостанції „Бісім-е Пахлаві“, яка була розташована на перехресті Сейєдхандан, (Тегеран, Іран), і тоді всі на неї звернули увагу.

### Виступи мазандеранською мовою
На початку роботи на радіо Делькеш не мала композиторів для співпраці, і не могла співати балади. У зв'язку з цим, завдяки її вмінню та вправності співати пісні місцевою, мазандеранською, мовою, було вирішено, щоб компенсувати ці недоліки, що після виконання будь-якої пісні по радіо, вона заспіває також одну мазандеранську пісню. Такі пісні як „Робабеджан“, „Мар'ямджан“, „Заграджан“, „Амірі“, „Раанаджан“ тощо Делькеш наспівувала ще з часів дитинства у Бабелі. У ті роки було не багато співаків, які співали місцеві пісні, і особлива манера Делькеш, разом з її правильним і серцезворушним співом, дуже швидко принесли їй популярність. Люди дуже вітали мазандеранські народні пісні у виконанні Делькеш і надсилали на радіо численні листи з проханням їх повторити. Щонеділі, коли вона виступала по радіо, багато людей збиралося перед будівлею радіо, щоб дивитися на неї зблизька.

### Співпраця з уславленими
Рухолла Хальгі на початку кар'єри Есмат вибрав для неї сценічне ім'я Делькеш. Делькеш — це назва однієї з підформ (ґуше) форми дастґах махур.
Невдовзі після початку роботи на радіо, коли Делькеш було лише 21 рік, вона почала виконувати пісні у два голоси разом з відомими тогочасними виконавцями.
Делькаш давали такі імена як „золота гортань“ і „співоча панна Ірану“.

## Техніка вокалу
На думку Рези Моджаррада, дослідника і знавця музики, лише Делькеш мала голос „чапкук“ і одночасно віртуозно володіла співом „расткук“.
Голос Делькеш на додачу до високого об'єму, мав велику силу та широкий діапазон. Вона належала до майстринь так званого „грудного голосу“. На думку експертів голос Делькеш перебував у діапазоні альт, але вона могла майстерно співати також в інтервалах тенор, сопрано і мецо-сопрано.

## Кіно
Коли у 12 років Есмат прибула в Тегеран, то не знала, що таке кіно. У Баболі вона ніколи не відвідувала кінозал. У Баболі було мало кінозалів і вони були в розпорядженні вірменської та єврейської меншин; у них показували російські та німецькі фільми.
Коли Делькеш досягла піку популярності в галузі іранської музики, Ісмаїл Кушан з компанії Парсфільм (پارسفیلم) усвідомив високий потенціал її входження в кіно. На думку Кушана наявність Делькаш та її обличчя гарантувала б успіх будь-якого фільму в прокаті. Йому вдалося переконати Делькеш, щоб та відкинула недовіру і сумніви й узяла участь у творенні іранського кінематографа. Найпершим фільмом Делькеш стала картина компанії Парсфільм під назвою Соромно (شرمسار), сценарій до якої написав Алі Кесмаї. У цьому фільмі Делькеш заспівала низку пісень, музику до яких написав Мегді Халеді, і це було початком їхньої співпраці. Глядачі дуже добре прийняли фільм і, зібравши 200 тис. туманів, він став лідером року в іранському прокаті. Далі разом з Камар-оль-Молук Вазірі знялася у фільмі Матір. В наступне десятиліття перетворилася на зірку іранського кіно, а її третій фільм чарівниця (افسونگر) упродовж 98-ми вечорів підряд показували у двох кінотеатрах „Гомай“ і „Даяна“, зібрав понад 200 тис. туманів. Тоді вона знялася ще в кількох фільмах і потім зробила довгу паузу, а повернулася в кіно 1972 року, щоб зіграти у фільмі  життя як азартна гра (قمار زندگی), де зіграла роль співачки на ім'я „Делькеш“, а її доньку в тому фільмі звати „Лейла“ (у виконанні Лейли Форухар). Втім, цей фільм не став популярним.

## Після революції 1978 року
Після ісламської революції 1978 року жінкам в Ірані заборонили виконувати пісні й тому Делькеш повністю припинила виступати. Останні роки свого життя проживала в Тегерані, разом з єдиною своєю дитиною, сином на ім'я Сохіль Фозунмає.

## Смерть

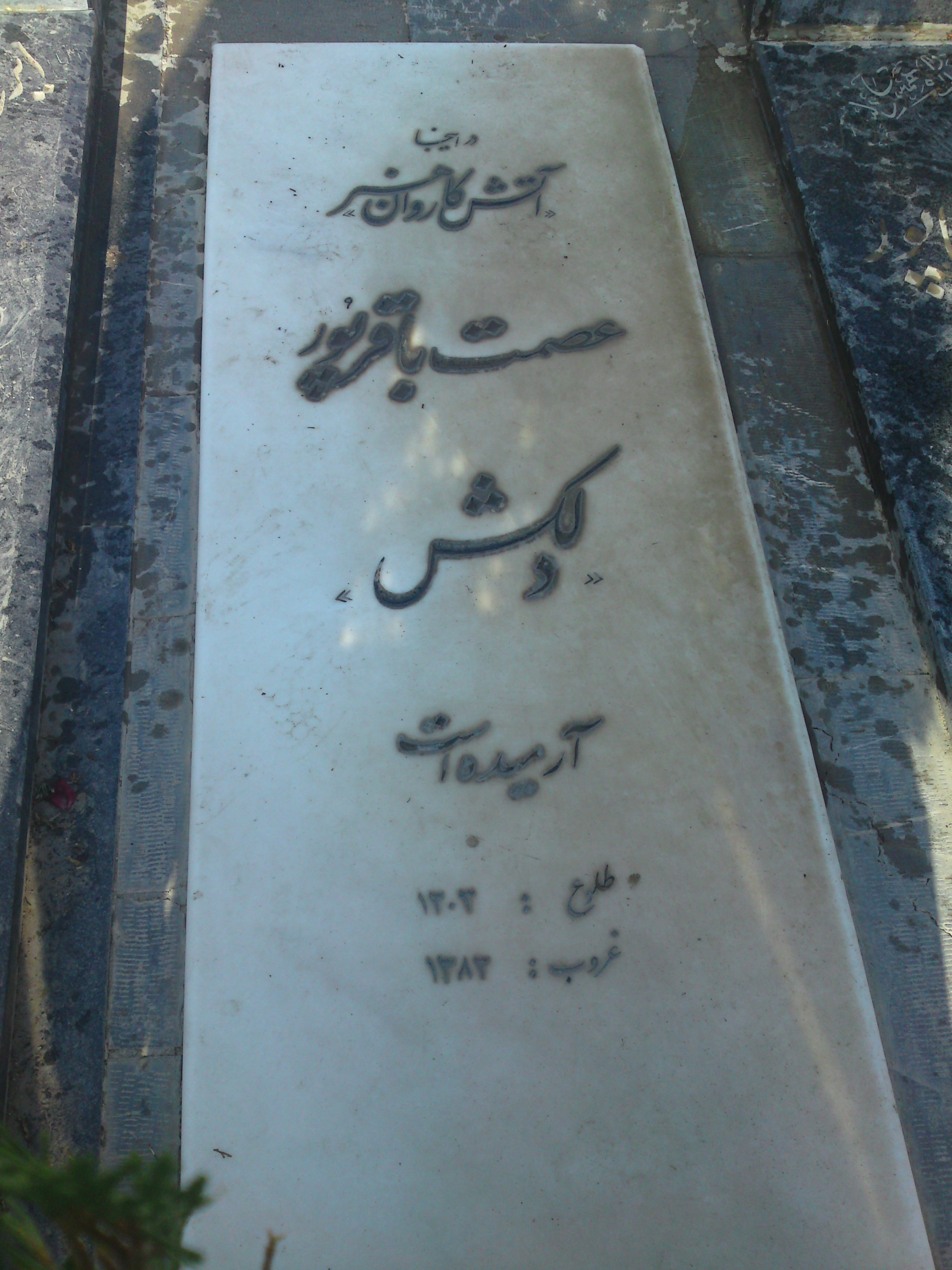
Могила Делькеш

Делкеш деякий лежала в лікарні Іранмехр у Тегерані  і померла там ввечері у середу 1 вересня 2004 року внаслідок хвороби нирок. Родина Делькаш вирішила поховати її без будь-якої особливої церемонії. Попри те, що єдиний син Делькеш», Сохіль Фозунмає, заздалегідь вирішив поховати матір на цвинтарі Емамзаде Тагер в Караджі, через кілька днів після її смерті ніхто з родичів не з'явився в лікарню, щоб забрати її тіло. Мохаммадхосейн Хомафер, голова музичного центру Міністерства культури та Ісламської орієнтації запропонував, щоб її поховали в Мистецькому куточку цвинтаря Бехешт Захра, але колишній чоловік Делькеш Дарьюш Фозунмає не погодився на це.
Зрештою через чотири дні Делькеш поховали на кладовищі Емамазаде Тагер у Караджі.
Після смерті Делкаш за винятком кількох невеликих зустрічей та лекцій, не було якихось особливих церемоній щоб її пом'янути. Крім того, мережі радіо і телебачення мовлення Ісламської Республіки Іран ніяк не повідомили про цю новину. Більшість газет також не написали про смерть і лише в кількох газетах з'явилось кілька коротких рядків.